# Sten Colliander
Sten Colliander, född i Sala 28 november 1912, död 12 oktober 1986 i Örebro, var en svensk militär och officer vid Livregementets grenadjärer (I3) i Örebro, politiskt aktiv och initiativtagare till regementets konstsamling som idag ägs av Kumla kommun.
Colliander var son till direktör Hjalmar Colliander och Sofia Colliander. År 1938 blev han blev officer vid I3, där han i huvudsak var kompanichef  för stam- och plutonchefsskolorna och chef för repetitionsövningsdetaljen. Under kriget 1942–1945 var han avdelningschef vid arméns underofficersskola och 1949–1952 lärare vid Infanteriskjutskolan. I början av 1940-talet grundade han en konstsamling, som omfattade konstnärer verksamma i Närke och Örebro län och som han 1949 donerade till regementet I3. År 2014 donerades hela samlingen till Kumla kommun.
I början av 1940-talet var Colliander medlem av den fascistiska organisationen Svensk Opposition. Senare var han styrelseledamot i Örebro högerförening. Under 1950 och 1960-talen var Colliander förtroendevald i Örebro stads stadsfullmäktige, bland annat i kulturnämnden och i park- och idrottsnämnden.
Utöver detta var han 1963–1982 distriktschef för försäkringsbolaget Zürch och styrelseledamot Örebro läns konstförenig.
Sten Colliander gifte sig i april 1940 med Anna, född Sandberg, och tillsammans fick de fyra barn. Sten Colliander ligger begravd på Längbro kyrkogård i Örebro.